# Plaza de Lima
La plaza de Lima es una glorieta del paseo de la Castellana, entre los distritos de Chamartín y Tetuán de Madrid. Confluyen en ella la avenida del General Perón y la avenida de Concha Espina. Desde el 21 de octubre de 1953 lleva el nombre de la capital peruana, Lima. En las cercanías se encuentra el estadio de fútbol Santiago Bernabéu del Real Madrid, la Torre Europa (que pertenece a AZCA) y el Palacio de Congresos.

## Historia
Fue creada cuando a partir de 1933 y tras el derribo del Hipódromo de la Castellana se planea realizar la prolongación del paseo de la Castellana a partir de la plaza de San Juan de la Cruz trazando una línea recta. La longitud del nuevo tramo es de 5005 metros a contar desde el antiguo hipódromo y se iba a jalonar con cinco plazas de diversas dimensiones. Las dos plazas circulares previstas se corresponden hoy en día a las plaza de Lima y de Cuzco, y miden 70 y 90 metros de radio respectivamente.